# Motorsex
Motorsex es un grupo español de rock que se formó durante el verano de 2003 en Bilbao (Vizcaya, País Vasco).

## Componentes
- Xenen (guitarra y voz).
- Niko (bajo y voz).
- Bernar (batería).

## Otros componentes
- Joakin (guitarra). También tocó en La Polla Records. Antes y después en MCD.
- Koldo (voz). También tocó en Distrito Suicida.

## Historia
La salida de Niko -fundador de M.C.D. - grupo incluido dentro de lo que se llamó Rock Radical Vasco - en primavera 2003 tras 25 años, fue la causa de la fundación de Motorsex. Al principio, el cuarteto estuvo formado por 3 miembros originales de M.C.D. esto es, Bernar (batería), Joakin (guitarra) y Niko (bajo) quienes en 1986 grabaron junto a Rockan, el álbum compartido "Condenados a Luchar" (1985) y el primer disco de la banda "Bilboko Gaztetxean" (1987) grabado en directo. Posteriormente, se les une Koldo a la voz que proviene de Distrito Suicida. El nombre del grupo es un juego de palabras entre Motörhead y Sex Pistols.

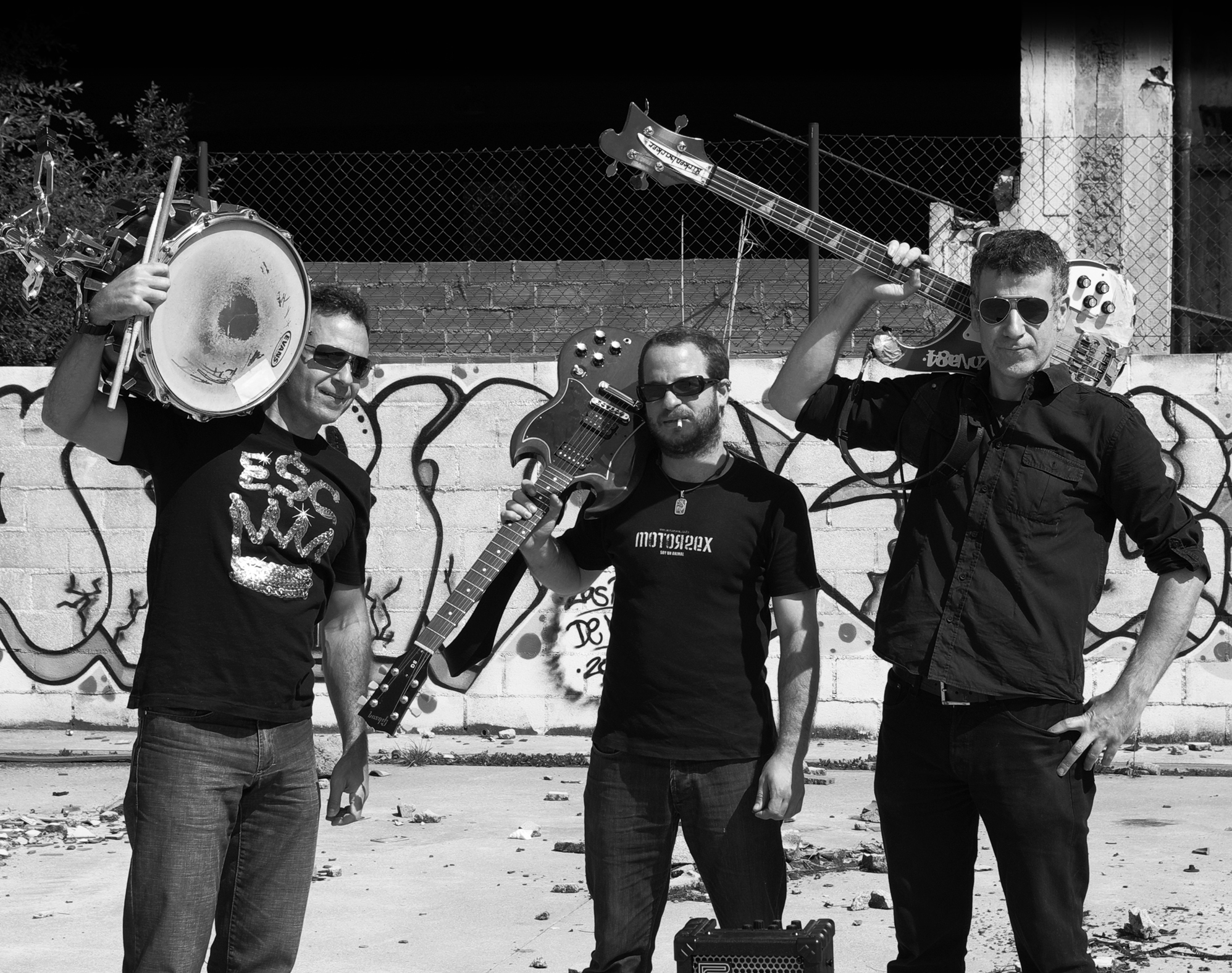
Motorsex trio band members

En agosto de 2003. grabaron su debut discográfico con un "Single-I" que contiene dos canciones "Animal" y "La Veo". En 2004 grabaron el "Single-II" que contiene 3 canciones, siendo una de ellas, una versión del famoso "Somebody Put Something In My Drink" del grupo Ramones que retitularon como "Somebobo". En las letras colabora Oscar Beorlegui, más conocido como El Piloto Suicida. A finales de junio de 2004 el grupo decidió grabar en directo - tal como M.C.D. con su primer álbum- una fiesta "En Crudo" en TheRockStudios del músico y técnico, Carlos Creator. Después de este directo, Joakin (guitarra) dejó la banda entrando en su lugar, Xenen, también de la Margen Izquierda y proveniente del grupo "Vandalismo Gratuito". En junio de 2006 el aún cuarteto graba el "Single-III" siendo la despedida de Koldo como cantante. Desde 2007 ya funcionan como trío, con Niko a la voz principal, grabando el "Single-IV" (2008), el "Single-V"(2009) y en octubre del mismo año, el "Single VI". Además, durante ese mismo año editan junto al grupo argentino de Rosario "Zona 84", un split titulado "Un&Dos" que contiene 5 temas por banda. Finalizan el año 2010 grabando su "Single VII" editándolo en un original pen-drive USB en forma de banana.
En 2012 dan una serie de conciertos versioneando el famoso disco "Never Mind The Bollocks" de The Sex Pistols dentro del ciclo Izar&Star con Anartz, cantante de Sutura en el papel de Johnny Rotten. En 2013 graban el "Single-VIII". Así mismo, el grupo planea editar un álbum con el productor y músico Carlos Creator, bajo el seudónimo de Pistola.
En febrero de 2017 vuelven a entrar en TheRockstudios - Bilbao, con Carlos Creator a los mandos y con la colaboración de Pela Sumisión City Blues a la voz y letras, graban su "Single IX" editando además, 2 nuevos vídeos para "Abandonen España" y "Odio", utilizando imágenes de la visionaria película alemana "Metrópolis" (1927) dirigida por Fritz Lang con guion de Thea von Harbou, inspirándose en una novela de 1926 de la misma.
En febrero de 2020 vuelven a entrar en TheRockstudios - Bilbao, con Carlos Creator a los mandos para grabar el "Single X"  y repitiendo colaboración Pela, a la voz y letras,. Debido a la pandemia mundial de la coronavirus  se retrasa su lanzamiento hasta abril de 2021, presentando 2 nuevos canciones "Violencia Vertical" y "Pornomaster".
Una característica de la banda es que solo publica sus trabajos bajo licencias libres copyleft y en formato "single" principalmente.
"Sin vivir de las rentas, pero sin renegar de nuestro pasado, seguimos sin futuro".

## Discografía
- Single I (2003)
- Single II (2004)
- En Crudo (live - 2005)
- Single III (2006)
- Single IV (2008)
- Single V (2009)"

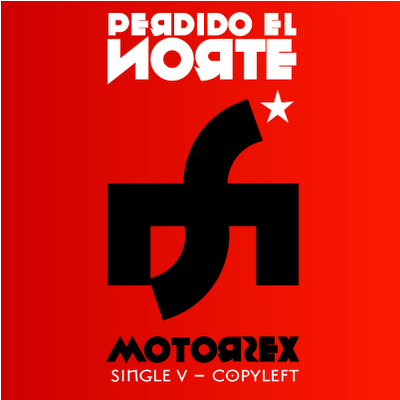
Single V (2009)

- "Un&Dos" split entre Motorsex + Zona84 (Rosario - Argentina) (2009)
- Single VI (2009)
- Single VII (2010)
- Single VIII (2012)
- Single IX (2017)
- Single X (2021)

### Videos
- Soy un animal (2005)
- Qué asco me doy! (2006)
- Hombre Bomba! (2008)
- Highway To Train (2011)
- Breakin The Wall (2012)
- Civilian War (2013)
- Abandonen España (2017)
- Odio (2017)
- Violencia vertical (2021)